# Bišónen

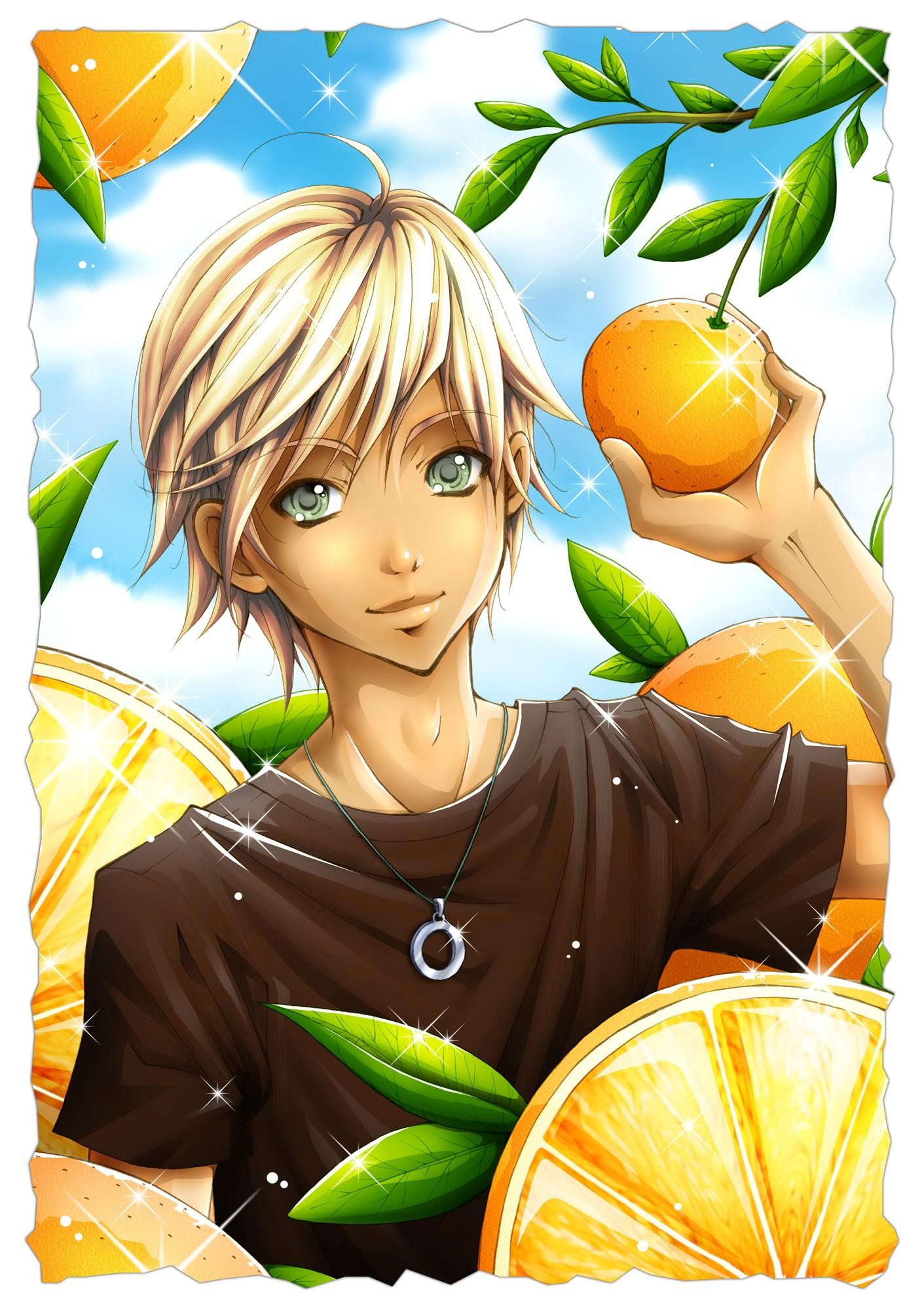
Umělecké ztvárnění bišónena

Bišónen (美少年, Hepburnovým přepisem bishōnen) znamená v japonštině „krásný mladý hoch“. Jedná se o idealizovaný typ krásného mladého muže ve východoasijské literatuře a výtvarném umění, v současnosti především v dílech mangy a anime. Ženským protějškem bišónena je bišódžo (美少女). 